# Cerco de Magdeburgo (1806)
O cerco de Magdeburg foi um cerco dessa cidade que ocorreu de 25 de outubro a 8 de novembro de 1806 durante a guerra da Quarta Coalizão. Uma força francesa, inicialmente sob o comando do Marechal Grão-Duque de Berg Joachim Murat, depois um Corpo do exército francês sob o comando do Marechal Michel Ney sitiou e finalmente obteve a rendição da força prussiana de Franz Kasimir von Kleist que havia se refugiado em Magdeburg,  A segunda cidade da Prússia. 

## O Cerco
Após as batalhas de Jena e Auerstaedt, o vitorioso Grande Armée perseguiu os restos do exército prussiano, parte do qual estava sob o comando do príncipe Hohenlohe, que o dirigiu para a cidade fortificada de Magdeburg. Comandando a força francesa, o marechal Murat solicitou a rendição de Hohenlohe, que o príncipe recusou, conseguindo escapar da fortaleza sitiada. O comando foi delegado ao general de infantaria Kleist, que ainda tinha uma numerosa guarnição de 25.000 homens. Enquanto a força francesa inicialmente superava em número os defensores, o imperador Napoleão I convocou o Corpo de Exército do Marechal Jean-de-Dieu Soult, deixando o Marechal Ney e seu Corpo de 18.000 homens para sitiar a cidade.  Ocupando ambas as margens do Elba,  Ney não demonstrou vigor suficiente durante o cerco, com a ação militar reduzida a uma mera série de escaramuças e uma tímida tentativa de surtida por Kleist, em 4 de novembro.  Apesar da tentativa inicial de Kleist de aumentar o moral de suas tropas, declarando que ele entregaria Magdeburg ao inimigo apenas quando seu lenço pegasse fogo em seu bolso,  diante da perspectiva de um bombardeio em grande escala, os prussianos decidiram abrir negociações e um armistício foi concluído em 7 de novembro, com a guarnição capitular no dia seguinte e evacuar a fortaleza em 11 de novembro como prisioneiros de guerra. 